# 4149 Harrison
4149 Harrison è un asteroide della fascia principale. Scoperto nel 1984 dallo statunitense Brian Skiff, presenta un'orbita caratterizzata da un semiasse maggiore pari a 2,6632526 UA e da un'eccentricità di 0,1269520, inclinata di 12,91510° rispetto all'eclittica.
Prende il nome da George Harrison, ex componente dei Beatles.